# Cerro Tepexcuintle
Cerro Tepexcuintle är en ort i Mexiko.   Den ligger i kommunen San Miguel Soyaltepec och delstaten Oaxaca, i den sydöstra delen av landet, 300 km öster om huvudstaden Mexico City. Cerro Tepexcuintle ligger 83 meter över havet och antalet invånare är 912.
Terrängen runt Cerro Tepexcuintle är varierad. Runt Cerro Tepexcuintle är det ganska tätbefolkat, med 160 invånare per kvadratkilometer. Närmaste större samhälle är San Lucas Ojitlán, 11,3 km sydväst om Cerro Tepexcuintle. Omgivningarna runt Cerro Tepexcuintle är en mosaik av jordbruksmark och naturlig växtlighet.